# 史梯景天
史梯景天（学名：Sedum stevenianum）为景天科景天属下的一个种。

## 扩展阅读
- 維基物種上的相關：史梯景天